# ロス・セタス
ロス・セタス（スペイン語: Los Zetas）は、メキシコの犯罪組織、麻薬カルテル。アメリカ政府は「メキシコで最も危険な麻薬カルテルである」としている。

## 概要
ガルフ・カルテルに所属していた元メキシコ陸軍特殊部隊隊長のアルトゥーロ・グスマン・デセナ大尉が、元同僚や部下の隊員30人を高給で雇い入れ、同カルテルの傭兵部隊として結成したことが起源。2003年にシナロア・カルテルとの抗争に参加して千人以上の死者が出る壮絶な抗争を行い、シナロア側を交渉に追い込みガルフ・カルテルの存続を助けた。
2010年2月にガルフ・カルテルから分離独立しており、現在対立状態である。2017年時点で結成初期の構成員はほぼ全員逮捕・殺害された状態であり、彼らに指導・統率を受けていた者達が数多の分派に分かれて内部対立を起こしているといわれている。

## 歴史

### 語源
ロス・セタスの名前の由来は創設者の一人であるアルトゥーロ・グスマン・デセナ(Z-1)に因んで命名された。 グスマンが現役将校時代に与えられていた連邦警察無線コード「Z-1」に由来している。

### 創設
1997年にガルフ・カルテルのリーダーに就任したオシエル・カルデナス・ギリェンは、組織の拡大をするために敵対組織との抗争事件を多発・激化させた。オシエル・カルデナス・ギリェンは組織の壊滅を恐れており、 ガルフ・カルテルと指導力を敵対する麻薬カルテルやメキシコ軍、連邦警察から守るために協力者を探していた。そしてメキシコ陸軍の特殊部隊に所属していたアルトゥーロ・グスマン・デセナ大佐に対して多額の賄賂を渡すことによってガルフ・カルテル側に引き入れた。アルトゥーロ・スマン・デセナ大佐は、同僚の特殊部隊員30人以上を多額の給料で勧誘し、脱走兵としてオシエル・カルデナス・ギリェンのボディーガードの任務を与え、後に私兵部隊として活躍することとなった。私兵部隊のメンバーが所属していたメキシコ軍特殊作戦群は対ゲリラ・対麻薬作戦についてフランスの国家憲兵隊治安介入部隊(GIGN)、アメリカ軍やイスラエル国防軍で訓練を行っていることで知られている。

### 活動の拡大
雇い主であるガルフ・カルテルのリーダーオシエル・カルデナス・ギリェンの権力が増大すると、ギリェンは自身の私兵部隊であったロス・セタスに対してみかじめ料の徴収、恐喝、誘拐、コカインの供給とルートの確保などの任務を与えた。また、特殊部隊出身のメンバーが多いことを踏まえて敵対組織のメンバーの拷問や処刑なども担当するようになった。
2002年11月21日にタマウリパス州マタモロスのレストランで、ロス・セタスの創設者にて初代リーダーであったアルトゥーロ・グスマン・デセナ(Z-1)がメキシコ軍に狙撃され死亡した。
ロス・セタスはアルトゥーロ・グスマン・デセナ(Z-1)の後継者でメキシコ軍特殊部隊出身のエリベルト・ラスカーノ(Z-3)が継ぐことになった。ガルフ・カルテルの活動地域が拡大すると、ガルフ・カルテルの最大のライバルでメキシコ最大の麻薬犯罪組織シナロア・カルテルはロス・セタスに対抗するためにロス・ネグロスを創設し、対応に充てた。
2003年3月にロス・セタスの雇い主でガルフ・カルテルのリーダーであったオシエル・カルデナス・ギリェンがメキシコ軍との銃撃戦の末に逮捕され、2007年にアメリカに引き渡されると、ガルフ・カルテル内でのロス・セタスの権力が増大し、影響力が増した。

### ガルフ・カルテルからの分裂
オシエル・カルデナス・ギリェンがメキシコ軍により逮捕されアメリカに引き渡されると、ロス・セタスの影響力は絶大のものになり、2010年までにロス・セタスがガルフ・カルテルの収入力、構成員数、影響力を上回った。 この不均衡の結果、ガルフ・カルテルは自らの執行者の数を削減しようとした。影響力を持ち、結果的に内戦を引き起こすことになった。 さらに、ガルフ・カルテルは、マタモロスとレイノサの麻薬バナーを通じて、ロス・セタスがその活動を殺人、窃盗、恐喝、誘拐に拡大していると非難したが、カルテルはこれに同意していないとされている。ロス・セタスはタマウリパス州中に独自の横断幕を掲示して対抗し、ロス・セタスはガルフ・カルテルの命令に従って処刑と誘拐を実行しており、元々はその唯一の目的のために作られたものであると主張した。 さらにロス・セタスは、カルテルが無実の民間人殺害のスケープゴートをしていると告発した。
誰が正式な分裂を引き起こしたのか、そしてその理由についてはさまざまな報道がある。一部の情報筋によると、カルデナスの弟でガルフ・カルテルの後継者の一人であるギエンはギャンブル、セックス、麻薬中毒だったため、ロス・セタスは彼のリーダーシップを組織への脅威と認識するようになったという。 しかし、他の報告書では、カルデナスのアメリカへの引き渡し後に誰がガルフ・カルテルのリーダーを引き継ぐかについての意見の不一致により分裂が起こったと述べている。ガルフ・カルテルの候補者はギレンとホルヘ・エドゥアルド・コスティージャ・サンチェスであったが、ロス・セタスは自らのトップであるエリベルト・ラスカーノに指導力を委ねることを望んでいた。また、ガルフ・カルテルはライバルのシナロア・カルテルとの停戦協定締結を模索し始めたと伝えられているが、ロス・セタスはそれを認めたくなく、ベルトラン・レイバ・カルテルとの同盟を望んでいたとされる。 ガルフ・カルテルの副リーダーであるサミュエル・フローレス・ボレゴは両者が保護していたレイノサの麻薬回廊をめぐる意見の相違により、ロス・セタスの副リーダーであるセルヒオ・ペーニャ・メンドーサ、別名「エル・コンコルド3」を殺害した。ロス・セタス側はガルフ・カルテルに殺人犯の引き渡しを要求したがガルフ・カルテルこれを拒否した。
ロス・セタスに対する敵対行為が始まると、ガルフ・カルテルはかつてのライバルであるシナロア・カルテルとラ・ファミリア・カルテルと手を組み、ロス・セタスを倒すことを目指した。その結果ロス・セタス側はベルトラン・レイバ・カルテル、フアレス・カルテル、ティフアナ・カルテルと同盟を結んだ。

### ロス・セタスの内紛
2010年初頭にロス・セタスの元副司令官であったミゲル・トレビーニョ・モラレスがセタスの指導者となり、エリベルト・ラスカーノの後任となったと報じられた。ラスカーノは当初モラレスを自分の仲間に入れることに満足していたが、伝えられる所によると、ラスカーノはモラレスに権力を与えすぎたのは、モラレスの暴力的な性質を過小評価していたからだという。モラレスの積極的なリーダーシップはロス・セタスの多くの構成員の忠誠心と尊敬を獲得し、最終的には多くの構成員がラスカーノへの敬意を払うことを辞めた。 
ロス・セタスは本質的に不安定な組織犯罪集団であり、残忍な暴力の長い歴史があり、内紛が続き、中央の指揮なしに戦いを続ければ、さらなる暴力が起こる可能性があると指摘されている。

### 現況
2010年代に入るとハリスコ新世代カルテルがロス・セタスに対抗する準軍事組織を設立し、更に2012年にエリベルト・ラスカーノが射殺、2013年にはミゲル・トレビーニョ・モラレスが逮捕された。
しかし、セタスが作り上げた勢力は内紛を起こしながらも未だ残っており、ミゲル・トレビ―ニョ・モラレスの妹アナがロス・セタスの分派を纏め上げノレエステ・カルテルを創設した。

## タマウリパス州の汚職

### 政治の腐敗

ガルフ・カルテルとロス・セタスの本拠地であるメキシコのタマウリパス州は、麻薬暴力と政治腐敗に悩まされている。

ガルフ・カルテルとロス・セタスの本拠地であるタマウリパス州を悩ませている麻薬暴力と政治腐敗は、同州が「破綻した州」となり、麻薬密売人や犯罪者の天国になるのではないかとの懸念を煽っている。72人の移民の虐殺とサンフェルナンドでの集団墓地の発見、知事候補ロドルフォ・トーレ・カントゥの暗殺、カルテル間の暴力の激化と国家の安全確保の無能一部のアナリストは「地域政府も連邦政府もタマウリパス州の領土を管理していない」と結論づけている。
麻薬関連の暴力はメキシコ麻薬戦争のずっと前から存在していたが、麻薬密売人が商売をしている間、政府は賄賂と引き換えに「見て見ぬふり」をしていたという、目立たないレベルで起こることが多かった。制度的革命党（PRI）の71年間の統治の間、メキシコ政府は慣習的な逮捕を実施し、カルテル事業の継続を許可した。
2000年の大統領選挙でPRIが国民行動党(PAN)に政権を奪われた後、前政権とカルテルとの間のすべての「合意」はパックス・マフィオーサとともに失われた。それはタマウリパス州も例外ではなかった。PANの政治家サンティアゴ・クリールによれば、タマウリパス州のPRI は長年にわたってロス・セタスを保護してきたという。PANはタマウリパス州の政府選挙が「組織犯罪の影響」に遭遇する可能性が高いと主張した。
さらに、タマウリパス州の3人の元知事、マヌエル・カバソス・レルマ（1993～1999年）、トマス・ヤリントン（1999～2005年）、エウジェニオ・エルナンデス・フローレス（2005～2010年）がロス・セタスと密接な関係にあったという正式な告発がある。 2012年1月30日にメキシコ司法長官は、カルテルとの協力の可能性について捜査を受けている知事とその家族に対し、メキシコに留まるよう命じるコミュニケを発表した。2012年にヤリントンはロス・セタスとガルフ・カルテルのマネーロンダリングでさらに告発された。
タンピコでは、2011年11月12日にオスカル・ペレス・イングアンソ市長が「公務の不適切な行使と特定の文書の偽造」により逮捕された。2010年半ば、フローレスとレイノサ市長オスカル・ルエバート・グティエレス（両者ともＰＲＩメンバー）は、タマウリパス州で武力衝突はなく、蔓延する暴力は「単なる噂」であると主張して批判された。数か月後、フローレスはタマウリパス州のいくつかの地域が「組織犯罪の暴力によって蹂躙されている」ことを最終的に認めた。グティエレスは後に連邦軍の働きを認め、自分の市が「暴力の激化」を経験していることを認めた。

### 刑務所からの脱獄
2010年3月25日にマタモロス市の連邦刑務所から40人の受刑者が脱獄しました。[136] [137] [138] 2010年4月5日、レイノサの刑務所で、武装集団を満載した10台のトラックからなる車列が無抵抗で刑務所の敷地内に入り、独房に侵入し、13人の「極めて危険な」受刑者を解放した。6か月後、85人の受刑者が同じレイノサ刑務所から脱獄した[139] 。[140] [141] 2010年12月17日、ヌエボ・ラレドでは連邦刑務所から141人の受刑者が脱獄した。[142]連邦政府は集団脱獄を非難し、タマウリパス州および市当局の取り組みには効果的な管理手段が欠けていると述べ、組織を強化するよう求めた。[143]
2011年7月15日、ヌエボ・ラレドの厳重警備刑務所内で衝突が発生し、受刑者7名が死亡、59名が逃走した。5人の当直警備員は見つかっていない[144] 。その後、タマウリパス州知事は連邦囚人と刑務所を確保する能力が無いことを認めた[145] 。[146]その結果、連邦政府はメキシコ軍と連邦警察に追って通知があるまで一部の刑務所を警備するよう割り当てた。彼らは逃亡者の捜索も任された。[147] 2010 年 1 月から 2011 年 3 月にかけてタマウリパス州のいくつかの刑務所から 400 人以上の受刑者が汚職を理由に脱獄したと報告されている。[148]
2012年9月17日、コアウイラ州ピエドラス・ネグラスで、ロス・セタスの130人以上の受刑者が白昼堂々、正門から刑務所の外にある数台のトラックまで直接歩いて大規模な脱獄を組織した。[149] [150]

### 警察の汚職
タマウリパス州の警察は、麻薬暴力で最も被害を受けた州の一つであるにもかかわらず、メキシコで最も給料が低い。[151]暴力レベルがはるかに低いアグアスカリエンテス州では、警察官の給料はタマウリパス州の5倍である。その結果、タマウリパス州のほとんどの警察は賃金が低いために汚職に陥りやすく、組織犯罪グループから賄賂を受け取っていると考えられている[152] 。[153]国家公安システム（SNSP）は、警察官の給与の低さを非難し、州および地方自治体に対し、警察官が自分自身とその家族に公正な賃金を得られるよう、より良い給与プログラムを創設するよう要求した。[154]
2007年に発令されたヌエボ・レオン・タマウリパス州共同作戦は、連邦政府による他のいくつかの軍主導作戦と同様に数千人の軍隊を動員してタマウリパス州の秩序を回復させたが、[155] 2011年5月9日、連邦警察とメキシコ軍はマタモロス市とレイノサ市をはじめとするタマウリパス州のすべての警察を武装解除した。翌月、連邦政府は、「公共の安全に対する行動を強化」し、「組織の能力を強化」するために、その地域の麻薬カルテルと戦うために軍隊を派遣するよう要請された。[157]しかし、軍隊は州内の警察官の半数しか補充できなかった。[158]その結果、政府は現在シウダー・ミエール、サン・フェルナンド、シウダー・マンテに軍事基地を建設している。[159] 2011年11月7日、「汚職防止テスト」に不合格または拒否したとして650人の警察官が職務から解放された。[160]

## 組織体制・訓練
収益のおよそ半分が麻薬密売による収益である。
初期の構成員らはエリート兵士で構成されており、グアテマラの特殊部隊である「カイビレス」の元隊員やアメリカ、イスラエル、コロンビアの傭兵を雇用。また、高給優遇するなどとした広告で集めた軍人や警察官、カルテルの元メンバーや路上の青少年といった者達をセタスが独自に設立した特殊部隊式の基地で軍事訓練し、腕利きの殺し屋達を擁するようになった。

### 女性の活躍
ロス・セタスも組織内で女性を活用していることが知られている。パンテラス、またはパンサーとして知られる女性専門部隊が設置されている。これらの女性たちは、ロス・セタスの目標を支援するために、誘惑を利用して軍、法執行機関、政治関係者と交渉を行う。望ましい結果が得られない場合、ターゲットを殺害する選択肢もあり実際に行った例もある。このグループの最初のリーダーはアシュリー・ナロ・ロペス (通称:ラ・コマンダンテ・ボンボン)である。彼女は2009年にテロ・キニョネス将軍殺害に関連して逮捕された。また、他の女性構成員もロス・セタス内で広場のボス、管理者、調停者、射手として働いている事が確認されている。

### 初期メンバー
ロス・セタスの創設者アルトゥーロ・グスマン・デナセは当初、カルデナスからライバルのロランド・ロペス・サリナスを殺害するために20人の殺し屋を募集するよう命じられていた。グスマンとラスカノは最終的に、34人の特殊作戦群 (GAFE)隊員にメキシコ軍を離れ、ロス・セタスの中核を形成するよう説得することができた。最初の14 人のメンバーは、「グループ オブ 14」 ( Grupo de los Catorce ) または単に「The 14」 ( Los 14 ) として知られるようになった。
初期メンバー一覧
- Z-1 -アルトゥーロ・グスマン・デセナ ( Arturo Guzmán Decena) - メキシコ陸軍特殊部隊 GAFE
- Z-2 -アレハンドロ・ルシオ・モラレス・ベタンクール (Alejandro Lucio Morales Betancourt) - メキシコ陸軍航空隊、軍事情報、GAFE
  - 後任には連邦司法警察ヘリコプターパイロットのロヘリオ・ゴンサレス・ピサーニャが就任する
- Z-3 -エリベルト・ラスカーノ (Heriberto Lazcano Lazcano) - メキシコ陸軍特殊部隊 GAFE
- Z-4 -ヒューゴ・ポンセ・サラザール (Rogelio González Pizaña) - メキシコ陸軍特殊部隊 GAFE
- Z-5 - ルイス・アルベルト・ゲレーロ・レジェス (Luis Alberto Guerrero Reyes) -メキシコ陸軍第70歩兵大隊、GAFE
  - 後任はブラウリオ・アレジャノ・ドミンゲス（英語版）- メキシコ陸軍歩兵部隊
- Z-6 -マテオ・ディアス・ロペス (Mateo Díaz López)  - メキシコ陸軍機甲部隊 GAFE
- Z-7 -ヘスス・エンリケ・レホン・アギラール-メキシコ陸軍特殊部隊令官GAFE
- Z-8 -オスカル・ゲレロ・シルバ （英語版）-メキシコ陸軍特殊部隊兵站将校GAFE
- Z-9 -ラウル・アルベルト・トレホ・ベナビデス（英語版）-メキシコ陸軍特殊部隊 GAFE
  - 後任はガリンド・メラド・クルス
- Z-10 -エルネスト・ザタリン・ベリス-メキシコ陸軍特殊部隊通信士官GAFE
  - 後任はオマール・ロメンデス・ピタルア（英語版）-メキシコ陸軍特殊部隊 GAFE
- Z-11 -ガリンド・メラド・クルス （英語版）-メキシコ陸軍特殊部隊 GAFE
- Z-12 -ルイス・レイエス・エンリケス-メキシコ陸軍特殊部隊 GAFE
- Z-13 -ヘクター・ダニエル・レイエス レイエス-メキシコ陸軍特殊部隊 GAFE
- Z-14 -エフライン・テオドロ・トーレス（英語版）-メキシコ陸軍下士官歩兵部隊
- Z-15 -グスタボ・ゴンサレス・カストロ（英語版）-メキシコ空軍歩兵部隊
- Z-16 -ラウル・ルシオ・エルナンデス・レチュガ（英語版）-メキシコ陸軍特殊部隊 GAFE
- Z-17 -カルロス ベラ カルバ-メキシコ陸軍特殊部隊 GAFE
  - 後任はフアン・ミゲル・ビスカラ・クルス-メキシコ陸軍特殊部隊 GAFE
- Z-18 -ゴンサロ・ゲレサノ・エスクリバーノ-メキシコ陸軍特殊部隊 GAFE
- Z-19 -マクシリー・バラオナ・ナダレス-メキシコ陸軍特殊部隊 GAFE
- Z-20 -ナボル・バルガス・ガルシア（英語版）-メキシコ陸軍 大統領警備隊
- Z-22 -ホルヘ・ルーカス・エルナンデス・バラス-メキシコ陸軍特殊部隊 GAFE
- Z-23 -フラビオ メンデス サンティアゴ （英語版）-メキシコ陸軍特殊部隊 GAFE
- Z-24 -ハビエル・アルマサン・バルデラ-メキシコ陸軍特殊部隊 GAFE
- Z-25 -ゲルマン・トーレス・ヒメネス-メキシコ陸軍歩兵部隊
- Z-27 -フアン・ペドロ・サルディバル・ファリアス-メキシコ陸軍特殊部隊 GAFE
- Z-37 -チロ・ゴンサレス・ペレス-メキシコ陸軍特殊部隊 GAFE
- Z-44 -セルジオ・エンリケ・ルイス・トラパンコ（英語版）-メキシコ陸軍 連邦司法警察

## 装備

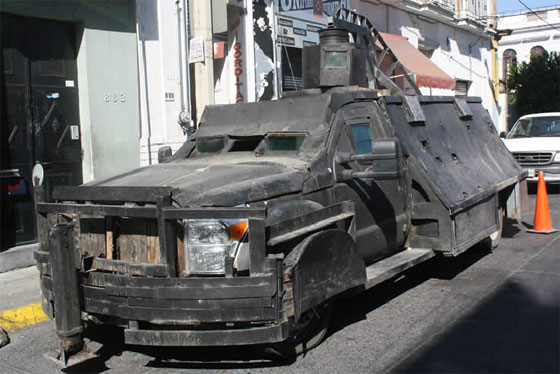
ロス・セタスが保有していたナルコ・タンク

防弾チョッキや重機関銃、装甲車などの重装備を所有するなどした高い戦闘能力が特徴で警察官や軍人、敵対組織の売人、麻薬組織を批判した弁護士、麻薬栽培を拒んだ農民を拉致・拷問・殺害・解体し、遺体に「Z」の文字を刻印し路上に放置するなどした高い残虐性を持つ。組織の存在感の観点では、メキシコ最大の麻薬カルテルであるシナロア・カルテルより大きいとされる。

## 活動地域と敵

### 活動地域

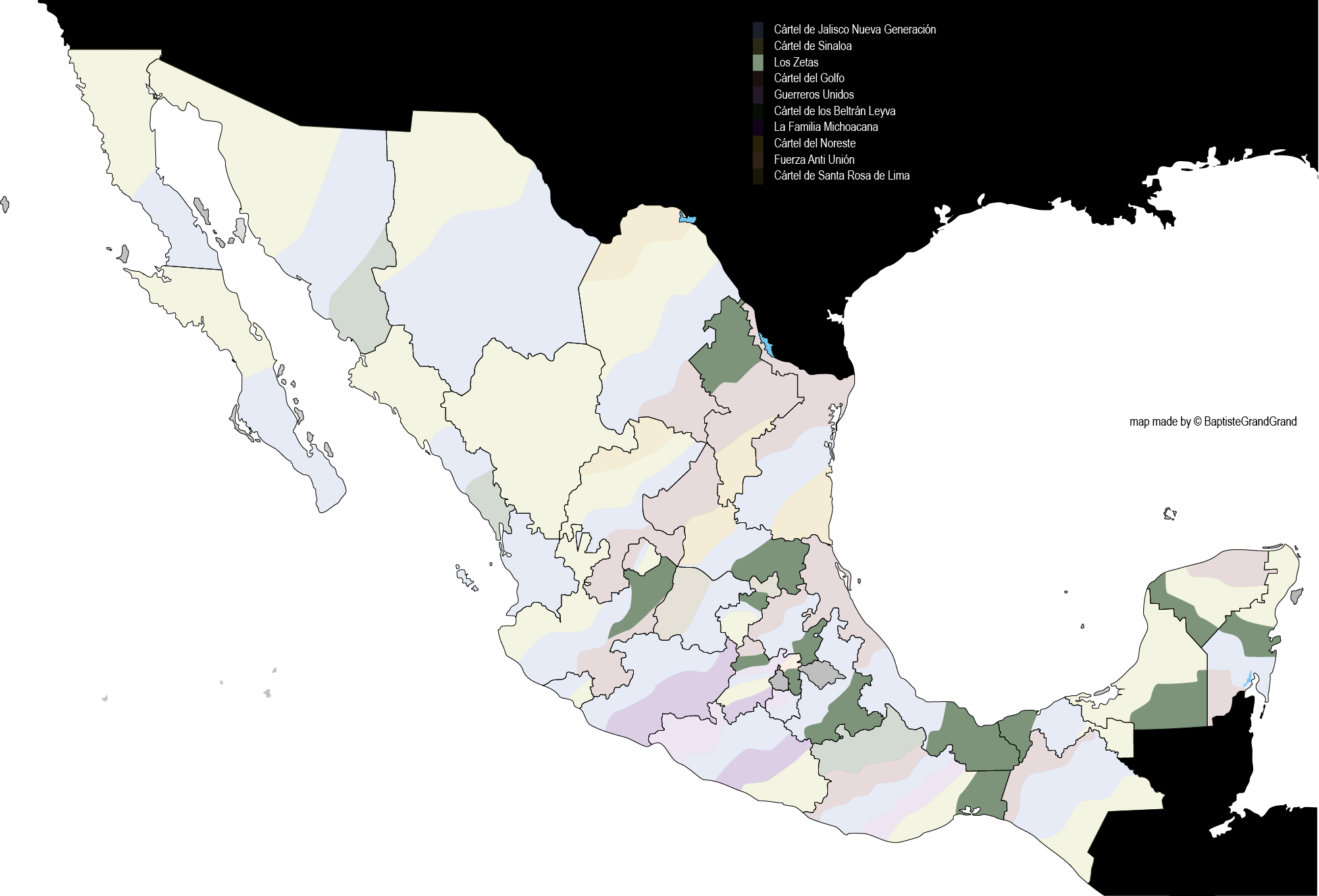
ロス・セタスのメキシコ国内での活動地域

2010年代初頭に複数のアナリストらはロス・セタスが地理的存在の点でメキシコ最大の組織犯罪集団であると指摘した。ロス・セタスは主にヌエボ・ラレドとコアウイラ州の国境地域に拠点を置き、メキシコ国内にさらに数百人の空港、バス停、幹線道路などの到着地に見張りを設置した。ロス・セタスは国境沿いで犯罪活動を行うことに加えて、メキシコ湾全域、南部のタバスコ州、ユカタン州、キンタナ・ロー州、チアパス州、そして太平洋岸のゲレーロ州、オアハカ州、ミチョアカン州、さらには首都メキシコシティでも活動が確認されている。
ロス・セタスはテキサス州を含むアメリカ合衆国のいくつかの州でも活動が確認されている。
また、ロス・セタスはグアテマラにも重要な活動地域を持っており、そこでは早くも2008年に活動が開始されていたと報告されている
ロス・セタスはヨーロッパでも活動が確認されており、特にマフィア「ンドランゲタ」とともにイタリアで活動している。
2012年の初めに、「ロス・セタス」がベネズエラ北部とコロンビアの国境で活動しており、ロス・ラストロホスと呼ばれるコロンビアの組織と提携していると報じられた。彼らは共に、コロンビアのラグアヒラ川とベネズエラのスリア州の麻薬密売ルートを管理しており、コロンビアは生産国として、ベネズエラは米国とヨーロッパへの主要な港湾ルートとなっている。

## 事件

### サンフェルナンド虐殺(2011年)
2011年3月にメキシコ北部のサンフェルナンド市で193人がロス・セタスによって殺害された。ロス・セタスは「死のハイウェイ」と呼ばれるメキシコ連邦高速道路101号線でバスジャックを行いバスの乗客を誘拐した後に殺害し、47ヶ所の集団墓地に埋葬した。
誘拐された女性の多くは強姦され、男性はハンマーなどの武器で互いに戦わせ勝利した人を戦闘員として組織に入れた。

### モンテレイのカジノ襲撃
2011年8月25日、メキシコのモンテレイにあるカジノに武装した複数の人物が侵入しカジノ内にガソリンを撒き放火した事件。この事件で52人が死亡した。

### BMPフェスティバル銃乱射事件
2017年1月16日、プラヤ・デル・カルメンで開催されていたBMPフェスティバル中にロス・セタスのメンバーがナイトクラブで銃を乱射し5人が死亡、15人が負傷した事件。町にはスプレーで書かれたとみられる横断幕が掲げられていた。この横断幕は犯人たちによって書かれたものだと言われている。

### その他
- ロス・セタスによるイェセニア・パチェコの殺害
- ロス・セタスによるデビッド・ロサレス・グスマンの家族4人の殺害

## 残虐性

### 残虐性
ロス・セタスは、現在のメキシコ麻薬戦争中に見られた暴力の残虐性の質的増加に部分的に責任を負っている。他の麻薬カルテルとは異なり、ロス・セタスは同盟を買収せず、民間人や女性、子供関係なく拉致した被害者に対して強烈な拷問を行い、遺体を縛り上げ、無差別に虐殺するなどして敵を恐怖に陥れた。このカルテルは当時非常に新しいものであったため、心理戦の一形態として極端な暴力と残虐行為を使用して、より組織が確立されたカルテルと対抗した。ロス・セタスは、完全な武力によって領土を支配し、犯罪の機会を利用するという軍事的なスタイルで領土を支配し、圧倒的な力で領土を維持し、犯罪の機会を利用することを好んだ。
ロス・セタスの軍事性は時間の経過とともに薄まっていったが、残忍さは薄れなかった。ロス・セタスと戦うライバルの麻薬カルテルは彼らの戦術の一部を採用し始め、国内の暴力をさらに激化した。その後、他の組織犯罪グループがロス・セタスの残忍で不要な方法を真似たため、メキシコの暴力はより高いレベルにまでエスカレートする結果となった。これらの新しい拷問や極度に暴力的な処刑スタイルの中には、犠牲者の皮をむいたり去勢したりする行為や、公開の場で公開する行為などが含まれていた。 

### 処刑方法
斬首
被害者の首元にナイフや斧を使って切断する方法で、ロス・セタスが行う処刑方法の一つである。現在ではロス・セタス以外の麻薬カルテルも同様の処刑方法を行なっている。
皮剥ぎ
皮剥ぎとは罪人の全身の皮膚を刃物などを使って剥ぎ取る処刑法の一つで、ロス・セタスが良く行っていた処刑方法とされている。　

## アノニマスによるカルテル作戦
2011年10月6日、アノニマスのメンバーを名乗る者がロス・セタスにさらわれた仲間を助けるため、「セタスに協力している人物の情報を公開する」とYouTube上にアップロードした動画でセタスを脅した

## 登場作品
- 2011 年の短編『Keep Your Enemies Closer』では、ロス・セタスのリーダーはジミー・「ザ・キング」・アギラール（役:マニー・ペレスる）という名前の危険な麻薬王である。
- 2010年7月9日に公開された映画プレデターズでは、主人公の 1 人であるクチージョ (役:ダニー・トレホ) は、ロス・セタスの冷酷で悪名高い暗殺者である。
- ロス・セタスは、ギャングランド:シーズン3のエピソードTo Torture or to Kill (3x11)の主な焦点である。このエピソードでは、ロス・セタスが犯した残忍な犯罪を示すことに加えて、カルテルの悪名高いメンバーであるロザリオ・「バート」・レタ（10代でロス・セタスの暗殺者になったことで知られるロス・セタス出身の悪名高い暗殺者）に焦点を当てている。
- Netflix/ユニビジョンのテレビシリーズ「エル・チャポ」では、ガルフ・カルテルとの同盟を維持し、最終的にはヌエボ・ラレドの支配を巡ってシナロア・カルテルと血みどろの銃撃戦を繰り広げるロス・セタスの半フィクション版として「ロス・エメス」を描いている。